# Insatiable
Insatiable es una serie de televisión estadounidense de humor negro y comedia dramática de Netflix creada por Lauren Gussis. La serie está protagonizada por Debby Ryan y se estrenó el 10 de agosto de 2018, y fue renovada para una segunda temporada, que se estrenó el 11 de octubre de 2019. Posteriormente, la serie fue cancelada.

## Trama
Patty Bladell es una joven que es acosada constantemente en el instituto por su sobrepeso, después de estar con dieta líquida durante tres meses porque le rompen la mandíbula, está delgada y busca venganza. Bob Armstrong, un deshonrado abogado civil y entrenador de concursos de belleza, se da cuenta del potencial de Patty y se dispone a convertirla en una reina del concurso. Sin embargo, la incontrolable sed de venganza de Patty no deja de interponerse en su camino de Miss.

## Elenco y personajes

### Principales
- Dallas Roberts como Robert «Bob» Armstrong Jr.
- Debby Ryan como Patricia «Patty» Bladell
- Christopher Gorham como Robert «Bob» Barnard
- Sarah Colonna como Angie Bladell
- Erinn Westbrook como Magnolia Barnard
- Kimmy Shields como Nonnie Thompson
- Michael Provost como Brick Armstrong Huggens
- Irene Choi como Dixie Sinclair
- Alyssa Milano como Coralee Huggens Armstrong
- Arden Myrin como Regina Sinclair (segunda temporada; personaje recurrente en la primera temporada)

### Recurrentes
- Daniel Kang como Donald Choi
- Jordan Gelber como Hank Thompson
- James Lastovic como Christian Keene
- Christine Taylor como Gail Keene
- Michael Ian Black como el Pastor Mike Keene
- Ashley D. Kelley como Deborah «Dee» Marshall
- Alex Landi como Henry Lee (segunda temporada)
- Vincent Rodriguez III como Detective Rudy Cruz (segunda temporada)
- Caroline Pluta como Heather Kristina Pamela Kendall Jackson Johnson/Pamela Kendall Heather Kristina Jackson Johnson (segunda temporada)

### Invitados
- Carly Hughes como Etta Mae Barnard
- Brett Rice como Robert Armstrong I
- Chloe Bridges como Roxy Graham / Roxy Buckley
- Beverly D'Angelo como Stella Rose Buckley
- Jon Lovitz como el Padre Schwartz
- Robin Tunney como Brandylynn Huggens
- Drew Barrymore como ella misma
- Ryan Seacrest como él mismo

| Actor                  | Personaje                 | Temporadas             | Temporadas             |                        |                        |                        |
| Actor                  | Personaje                 | 1                      | 2                      |                        |                        |                        |
| Personajes principales | Personajes principales    | Personajes principales | Personajes principales | Personajes principales | Personajes principales | Personajes principales |
| ---------------------- | ------------------------- | ---------------------- | ---------------------- | ---------------------- | ---------------------- | ---------------------- |
| Debby Ryan             | Patty Bladell             | Principal              | Principal              |                        |                        |                        |
| Dallas Roberts         | Robert «Bob» Armstrong Jr | Principal              | Principal              |                        |                        |                        |
| Christopher Gorham     | Robert «Bob» Barnard      | Principal              | Principal              |                        |                        |                        |
| Sarah Colonna          | Angie Bladell             | Principal              | Principal              |                        |                        |                        |
| Erinn Westbrook        | Magnolia Barnard          | Principal              | Principal              |                        |                        |                        |
| Kimmy Shields          | Nonnie Thompson           | Principal              | Principal              |                        |                        |                        |
| Michael Provost        | Brick Armstrong Huggens   | Principal              | Principal              |                        |                        |                        |
| Irene Choi             | Dixie Sinclair            | Principal              | Principal              |                        |                        |                        |
| Alyssa Milano          | Coralee Huggens Armstrong | Principal              | Principal              |                        |                        |                        |
| Arden Myrin            | Regina Sinclair           | Recurrente             | Principal              |                        |                        |                        |
| Personajes recurrentes |                           |                        |                        |                        |                        |                        |
| Daniel Kang            | Donald Choi               | Recurrente             | Recurrente             |                        |                        |                        |
| Jordan Gelber          | Hank Thompson             | Recurrente             |                        |                        |                        |                        |
| James Lastovic         | Christian Keene           | Recurrente             | Invitado               |                        |                        |                        |
| Christine Taylor       | Gail Keene                | Recurrente             |                        |                        |                        |                        |
| Michael Ian Black      | Pastor Mike Keene         | Recurrente             | Invitado               |                        |                        |                        |
| Ashley D. Kelley       | Deborah «Dee» Marshall    | Recurrente             | Recurrente             |                        |                        |                        |
| Alex Landi             | Henry Lee                 |                        | Recurrente             |                        |                        |                        |
| Vincent Rodriguez III  | Detective Rudy Cruz       |                        | Recurrente             |                        |                        |                        |
| Caroline Pluta         | Heather/Pamela            |                        | Recurrente             |                        |                        |                        |

## Episodios

### Temporadas
| Temporada | Temporada | Episodios | Episodios | Emisión original      | Emisión original      |
| --------- | --------- | --------- | --------- | --------------------- | --------------------- |
|           | 1         | 12        | 12        | 10 de agosto de 2018  | 10 de agosto de 2018  |
|           | 2         | 10        | 10        | 11 de octubre de 2019 | 11 de octubre de 2019 |

### Primera temporada (2018)
| N.º en serie | N.º en temp. | Título                                                  | Dirigido por    | Escrito por                     | Fecha de lanzamiento original |
| ------------ | ------------ | ------------------------------------------------------- | --------------- | ------------------------------- | ----------------------------- |
| 1            | 1            | «Pilot» «Piloto»                                        | Andrew Fleming  | Lauren Gussis                   | 10 de agosto de 2018          |
| 2            | 2            | «Skinny Is Magic» «Ser Delgado es Mágico»               | Andrew Fleming  | Lauren Gussis & Jace Richdale   | 10 de agosto de 2018          |
| 3            | 3            | «Miss Bareback Buckaroo» «Señorita Vaquera»             | Andrew Fleming  | Kari Drake & Craig Chester      | 10 de agosto de 2018          |
| 4            | 4            | «WMBS» «Durazno de Georgia»                             | Maggie Kiley    | Danielle Hoover & David Monahan | 10 de agosto de 2018          |
| 5            | 5            | «Bikinis and Bitches» «Perras y Bikinis»                | Andrew Fleming  | Lauren Gussis & Andrew Green    | 10 de agosto de 2018          |
| 6            | 6            | «Dunk 'N' Donut» «Soy tu hoyo»                          | Brian Dannelly  | Kari Drake & Jace Richdale      | 10 de agosto de 2018          |
| 7            | 7            | «Miss Magic Jesus» «Señorita Dulce Jesús»               | Lev L. Spiro    | Danielle Hoover & David Monahan | 10 de agosto de 2018          |
| 8            | 8            | «Wieners and Losers» «Patrocinada por Salchicha y Taco» | Andrew Fleming  | Lauren Gussis & Jenina Kibuka   | 10 de agosto de 2018          |
| 9            | 9            | «Bad Kitty» «KITTY66»                                   | Steven Tsuchida | Lauren Gussis & Michael Ellis   | 10 de agosto de 2018          |
| 10           | 10           | «Banana Heart Banana» «¡Eso Dolió!»                     | Elodie Keene    | Tim Schlattmann                 | 10 de agosto de 2018          |
| 11           | 11           | «Winners Win. Period.» «Los Ganadores Ganan»            | Lev L. Spiro    | Lauren Gussis & Michael Ellis   | 10 de agosto de 2018          |
| 12           | 12           | «Why Bad Things Happen» «¿Qué más podría salirme mal?»  | Andrew Fleming  | Lauren Gussis & Jace Richdale   | 10 de agosto de 2018          |

### Segunda temporada (2019)
| N.º en serie | N.º en temp. | Título                                               | Dirigido por   | Escrito por                    | Fecha de lanzamiento original |
| ------------ | ------------ | ---------------------------------------------------- | -------------- | ------------------------------ | ----------------------------- |
| 13           | 1            | «Pig» «Cerda»                                        | Andrew Fleming | Lauren Gussis                  | 11 de octubre de 2019         |
| 14           | 2            | «Dead Girl» «Chica Muerta»                           | Brian Dannelly | Rick Cleveland                 | 11 de octubre de 2019         |
| 15           | 3            | «Boomerang» «Búmeran»                                | Damian Marcano | Scott King                     | 11 de octubre de 2019         |
| 16           | 4            | «Poison Patty» «La Venenosa»                         | Andrew Fleming | Lauren Gussis & Andrew Fleming | 11 de octubre de 2019         |
| 17           | 5            | «Finding Magnolia» «Buscando a Magnolia»             | Brian Dannelly | Jessica Watson                 | 11 de octubre de 2019         |
| 18           | 6            | «Eat and Run» «Pájaro que comió, voló»               | Ryan Shiraki   | Lisa Parsons                   | 11 de octubre de 2019         |
| 19           | 7            | «Full Brazilian» «A la Brasileña»                    | Nancy Hower    | Gil Hizon                      | 11 de octubre de 2019         |
| 20           | 8            | «Pretty in Prison» «La Chica de Prisión»             | Suzi Yoonessi  | Michael Ellis                  | 11 de octubre de 2019         |
| 21           | 9            | «Ladybomb» «Bomba Íntima»                            | Brian Dannelly | Roxy Röckenwagner              | 11 de octubre de 2019         |
| 22           | 10           | «The Most You You Can Be» «Lo más Auténtica Posible» | Andrew Fleming | Lauren Gussis & Rick Cleveland | 11 de octubre de 2019         |

## Producción

### Desarrollo
En noviembre de 2016, The CW anunció el desarrollo de una serie creada por Lauren Gussis, inspirada en las experiencias profesionales de Bill Alverson, un exabogado convertido en entrenador en concursos de belleza. Además, Gussis se desempeñaría como guionista y productora ejecutiva junto a Ryan Seacrest, Nina Wass, Todd Hoffman y Dennis Kim. El 31 de enero de 2017, The CW ordena el episodio piloto, y al mes siguiente se anunció que sería dirigida por Andrew Fleming.
El 17 de mayo de 2017, se anunció que el piloto no fue seleccionado para convertirse en una serie. El 9 de junio de 2017, se anuncia que Netflix recogió el piloto para la orden de una primera temporada de trece episodios. El 3 de noviembre de 2017, se anunció que Andrea Shay se desempeñaría como productora ejecutiva. En julio de 2018, Netflix anuncia la fecha de lanzamiento de la serie para el 10 de agosto de 2018. El 10 de julio de 2018, se anunció que Andy Fleming se desempeñó como productor ejecutivo. El 12 de septiembre de 2018, se anunció que fue renovada para una segunda temporada.

### Casting
En febrero de 2017, se anunció que Debby Ryan, Michael Provost y Erinn Westbrook fueron elegidos para los personajes principales. En marzo de 2017, se anunció que Dallas Roberts, Sarah Colonna, Kimmy Shields, Christopher Gorham e Irene Choi fueron elegidos para los personajes principales, mientras que Alyssa Milano fue elegida para un papel secundario. Meses después, el 3 de octubre de 2017, se anunció que fue ascendida a un personaje principal. El 3 de noviembre de 2017, se anunció que se eligió a Jordan Gelber y James Lastovic para personajes recurrentes.

### Filmación
La fotografía principal comenzó en octubre de 2017 y acabó en febrero de 2018 en Atlanta (Georgia, EE. UU.).

### Marketing
El 10 de julio de 2018, Netflix lanzó el primer teaser y las primeras imágenes de la serie. El 19 de julio de 2018, se lanzó el tráiler oficial de la serie.

## Recepción

### Controversia
Tras lanzarse el tráiler oficial y antes de estrenarse la serie, The Guardian informó el 24 de julio de 2018 que más de 100.000 personas habían firmado una petición en línea en Change.org comenzando el 20 de julio de 2018, pidiendo que Netflix cancelara Insatiable, acusando a la serie de «fat shaming» (burlarse de personas con sobrepeso). Lauren Gussis, la creadora de la serie, defendió la serie y dijo que se basó en sus propias experiencias cuando era adolescente. Alyssa Milano declaró en Twitter que «No estamos avergonzando a Patty [...] Nos estamos dirigiendo (a través de la comedia) al daño que se produce por fat shaming».